# Khaokor Galaxy
Khaokor Galaxy (thailändisch เขาค้อ แกแล็คซี่, RTGS Khao-ko Gae-laek-si; * 15. Mai 1959 im Landkreis Mueang Phetchabun der Provinz Phetchabun, Zentral-Thailand) ist ein ehemaliger thailändischer Boxer im Bantamgewicht.

## Profikarriere
Khaokor begann im Jahre 1985 erfolgreich seine Profikarriere. Am 9. Mai 1988 boxte er gegen Wilfredo Vázquez um den Weltmeistertitel der WBA und siegte durch geteilte Punktrichterentscheidung. Allerdings verlor er diesen Titel bereits bei seiner ersten Titelverteidigung im August desselben Jahres an Sung-Kil Moon durch „technische Punktentscheidung“ in Runde 6.
Am 14. August des darauffolgenden Jahres konnte er diesen Gürtel abermals erringen, als er Sung-Kil Moon im Rückkampf durch einstimmigen Beschluss bezwang. Erneut verlor Galaxy den Gürtel bereits beim darauffolgenden Kampf im Oktober desselben Jahres gegen Luisito Espinosa durch Knockout in Runde 1.
Der ebenfalls als Boxer erfolgreiche Khaosai Galaxy ist sein Zwillingsbruder.